# Luzimar Collares
Luzimar Maria da Silva Collares (Rondonópolis, 11 de maio de 1972), conhecida profissionalmente como Luzimar Collares, é uma jornalista, apresentadora, colunista e escritora brasileira.

## Biografia e carreira
Luzimar Collares é natural de Rondonópolis, no Mato Grosso. Ela é formada em comunicação social pela Universidade Federal de Mato Grosso e pós graduada em jornalismo digital.
É editora-chefe e apresentadora na TV Centro América (afiliada Globo em MT) desde 1999. Durante 14 anos foi âncora do Bom Dia Mato Grosso. Desde 2018, apresenta o MT2 na mesma emissora. Também apresenta o jornal Primeira Página, na rádio Centro América FM. 
No dia 16 de novembro de 2019, Collares apresentou o Jornal Nacional representado o estado de Mato Grosso, ao lado de Filipe Toledo, de Alagoas. O rodízio de apresentadores de todo o país fazia parte das comemorações dos 50 anos do telejornal.
Em novembro de 2023, ela lançou o livro Comunicação de Primeira.
Em 24 de maio de 2024, Collares foi agraciada pela Câmara Municipal de Cuiabá com a Ordem do Mérito Legislativo.